# 贝利凯雷登波尔达
贝利凯雷登波尔达，是西班牙加泰罗尼亚赫罗纳省的一个市镇。总面积13平方公里，总人口561人（2001年），人口密度43人/平方公里。